# Gustav Kappler

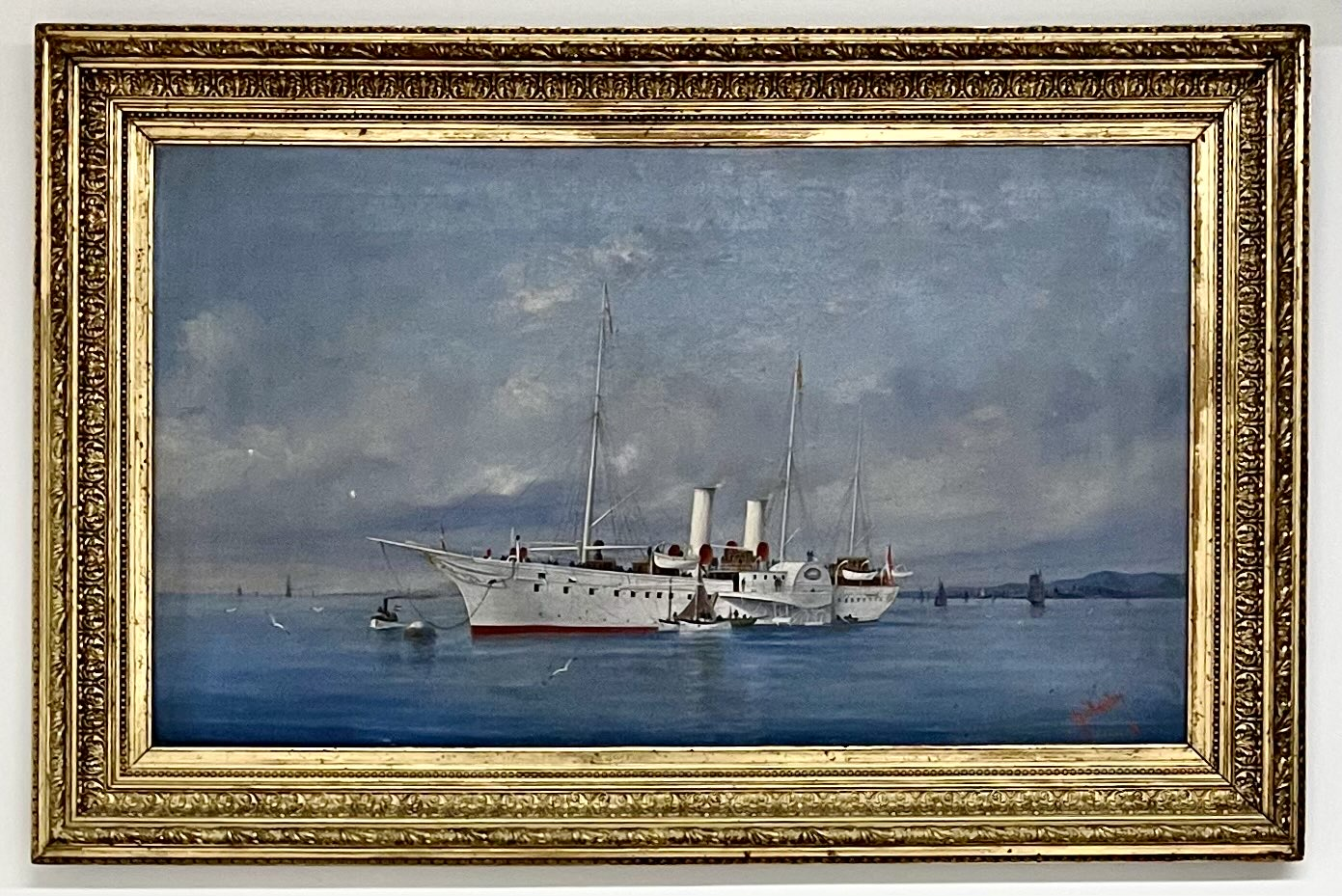
k.u.k. Staatsyacht SMS Miramar um 1893

Gustav Kappler (* 7. Oktober 1855 in Triest; † 11. November 1922 ebenda) war ein österreichischer Marinemaler und Konstruktionszeichner der k.u.k. Kriegsmarine.

k.u.k. Torpedoboot, undatiert.

## Leben

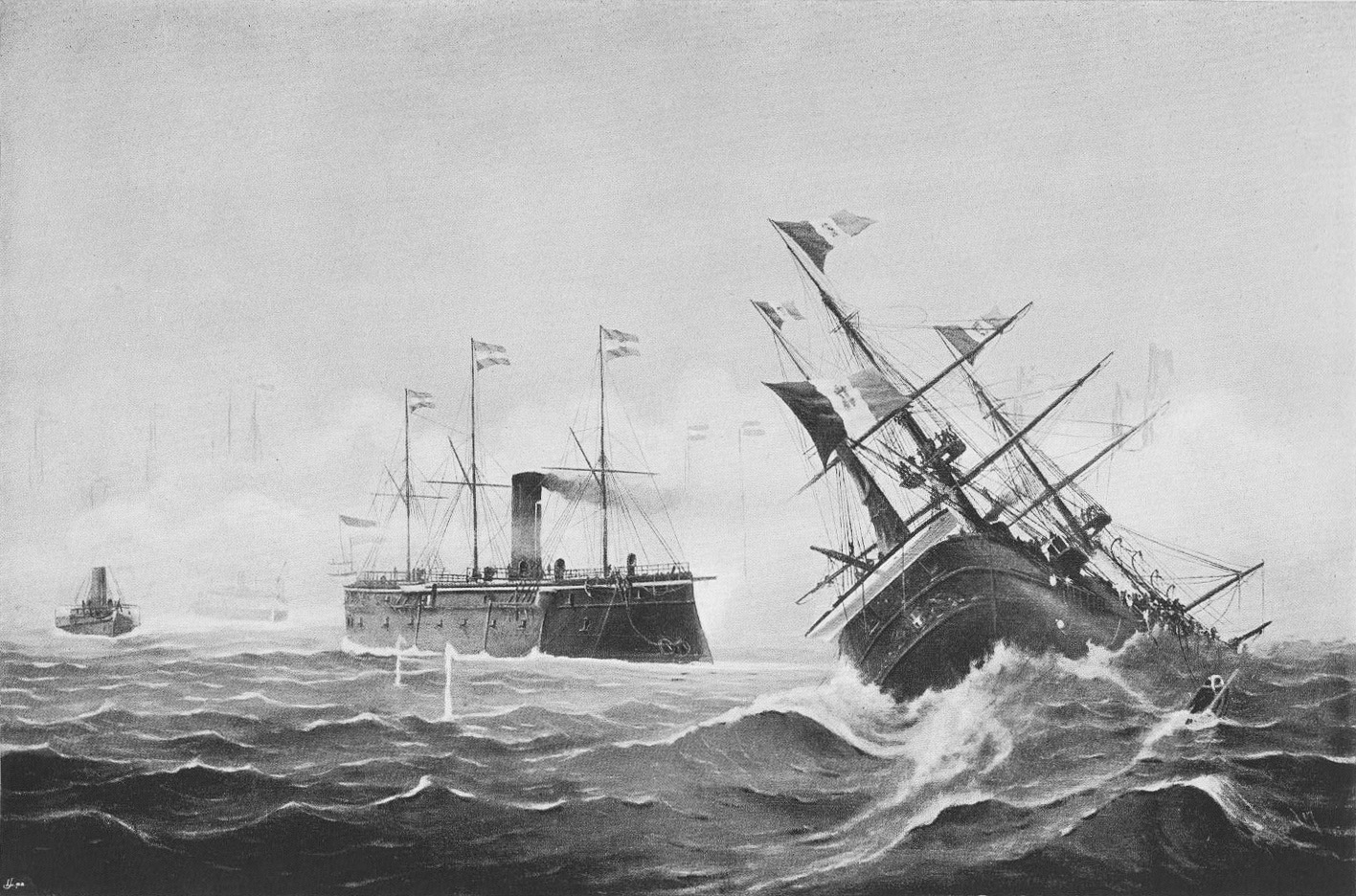
Rammstoß des "Erzherzog Ferdinand Max" bei Lissa.

Kappler wurde in eine Triester Arbeiterfamilie geboren und 1875 erstmals als Beschäftigter der Bauleitung der Schiffswerft San Marco aktenkundig. Er war dort ein Jahr lang technischer Zeichner (genaue Bezeichnung: „Zeichendiurist“). Am 6. Oktober 1876 rückte Kappler in das Matrosenkorps der k.u.k. Kriegsmarine ein, zu Jahresbeginn 1878 wurde er zum Waffengast befördert. Am 1. Mai 1890 erhielt er in der Marine einen Posten als provisorischer Konstruktionszeichner 2. Klasse. 1895 heiratete Gustav Kappler und wurde Vater von zwei Söhnen. 1904 wurde er zum Konstruktionszeichner 1. Klasse ernannt. Immer wieder betätigte sich Kappler während seiner Zeit in der kaiserlichen Marine auch als Marinemaler, doch nur wenige seiner Werke sind noch erhalten. Eines davon befindet sich heute in der Dauerausstellung des Wiener Heeresgeschichtlichen Museums (Marinesaal). Kapplers bekanntestes Bild ist der Rammstoß des "Erzherzog Ferdinand Max" bei Lissa aus der Seeschlacht von Lissa, das den entscheidenden Moment der Schlacht abbildet. Dieses Gemälde wurde in den Jahren 1896 und 1908 reproduziert.
Mit zunehmendem Alter ließ Kapplers Sehvermögen deutlich nach, sodass er am 1. Februar 1912 als Marine-Offizial in den Ruhestand versetzt wurde. Er wohnte weiter in Triest (Via Fondario Nr. 6) und ersuchte mit einem Schreiben vom 1. März 1920 um Ausstellung eines Pensionsdekretes. Zwei Jahre später verstarb er in seiner Heimatstadt.

## Werke (Auszug)
- k.u.k. Torpedoboot, Öl auf Leinwand, ca. 20 × 18 cm, Heeresgeschichtliches Museum, Wien

- Radaviso Miramar, die kaiserlich österreichische Staatsyacht der k. u. k. Marine, signiert Kappler, um 1893, Öl auf Leinwand, 128 × 75 cm, Privatbesitz